# Lepidoblepharis williamsi
Espèce
Statut de conservation UICN

 EN B1ab(iii) : En danger
Lepidoblepharis williamsi est une espèce de geckos de la famille des Sphaerodactylidae.

## Répartition
Cette espèce est endémique du département d'Antioquia en Colombie. Elle se rencontre entre 1 800 et 2 200 m d'altitude dans la cordillère Centrale.

## Description
C'est un gecko terrestre, diurne et insectivore.

## Étymologie
Cette espèce est nommée en l'honneur d'Ernest Edward Williams.

## Publication originale
- Ayala & Serna, 1986 : Una nueva especie de Lepidoblepharis (Sauria, Gekkonidae) de la Cordillera central de Colombia. Caldasia, vol. 15, no 71/75, p. 649-654 (texte intégral).